# Mara Corradini
Pour les articles homonymes, voir Corradini.
Margherita dite Mara Corradini, née le 5 décembre 1880 à Naples et morte le 5 juillet 1964 à Scuol (Altersasyl), est une peintre et illustratrice italienne.

## Biographie
Fille d'un industriel, elle étudie à Naples (1897), Munich, à l'Académie Julian à Paris (1900), à Berlin comme élève de Martin Brandenburg (1901-1902) puis de Henry Luyten à l'Institut des beaux-arts de Brasschaat.
Elle obtient la Grande médaille de bronze à la 34e Exposition internationale des beaux-arts de Naples, ainsi qu'en 1912, un diplôme d'honneur de 1re classe et une médaille d'or à l'Académie de Weimar. En 1924, elle remporte un nouveau diplôme d'honneur à l'Exposition internationale du portrait de femme ainsi qu'en 1927 à l'Exposition internationale de Bordeaux. 
Ses toiles Paysages hollandais (1923) et Marée basse (1921) ont été achetées par le roi Victor-Emmanuel III. 
On lui doit aussi les illustrations de L'Ora del Sogno de Onorato Fava ainsi que des eaux-fortes qu'elle a exposées en 1922 au Patriarcat de Venise.

## Œuvres[3]
- Les Fileuses
- Moment de repos